# Ługi (powiat nowosolski)
Ługi – wieś w Polsce położona w województwie lubuskim, w powiecie nowosolskim, w gminie Otyń.
Wieś leży nad rzeczką Śląska Ochla, przy drugorzędnej drodze z Otynia do Zatonia.
Układ wsi – owalnicowy, występuje zabudowa zwarta, szczytowa z połowy XIX wieku i początku XX.
W latach 1975–1998 miejscowość należała administracyjnie do województwa zielonogórskiego.

## Historia
Pierwsza wzmianka o wsi pochodzi z 1305 roku.

## Zabytki
Do wojewódzkiego rejestru zabytków wpisane są:
- kościół parafialny pod wezwaniem św. Wawrzyńca, gotycki z XIII wieku, przebudowany w XV wieku, 1937 roku; murowany z rudy darniowej i kamienia z prostokątnym prezbiterium. Jest najstarszym kościołem na terenie gminy Otyń
- pałac, nie istnieje.

## Demografia
Liczba mieszkańców miejscowości w poszczególnych latach:
| Rok  | Ilość mieszkańców |
| ---- | ----------------- |
| 1998 | 294               |
| 2002 | 282               |
| 2009 | 305               |
| 2011 | 300               |
| 2021 | 400               |